# Мирная (Могилёвская область)
Мирная (бел. Мірная) — деревня в Кричевском районе Могилёвской области Белоруссии. Входит в состав Молятичского сельсовета.

## География
Деревня находится в северо-восточной части Могилёвской области, в пределах Оршанско-Могилёвской равнины, на берегах реки Мертвицы, на расстоянии примерно 13 километров (по прямой) к северо-западу от Кричева, административного центра района. Абсолютная высота — 175 метров над уровнем моря.
Климат посёлка характеризуется как влажный континентальный (Dfb в классификации климатов Кёппена).

## История
До 1964 года населённый пункт носил название Глупики.
В конце XVIII века деревня Глупики входила в состав Мстиславского воеводства Великого княжества Литовского.

## Население
По данным переписи 2009 года, в посёлке проживало 126 человек.